# Rollerski-Weltcup 2014
Der Rollerski-Weltcup 2014 begann am 20. Juni 2014 im kroatischen Oroslavje und endete am 21. September 2014 im Val di Fiemme. Die Gesamtwertung der Männer gewann Marcus Johansson. Bei der Gesamtwertung der Frauen wurde Ksenia Konohova Erste.

## Männer

### Resultate
| 1. Weltcup in Oroslavje, 20.–22. Juni 2014 | 1. Weltcup in Oroslavje, 20.–22. Juni 2014 | 1. Weltcup in Oroslavje, 20.–22. Juni 2014 | 1. Weltcup in Oroslavje, 20.–22. Juni 2014 | 1. Weltcup in Oroslavje, 20.–22. Juni 2014 |
| ------------------------------------------ | ------------------------------------------ | ------------------------------------------ | ------------------------------------------ | ------------------------------------------ |
| Datum                                      | Disziplin                                  | Erster Platz                               | Zweiter Platz                              | Dritter Platz                              |
| 20. Juni 2014                              | 6 km Freistil Massenstart Berglauf         | Marcus Johansson                           | Simone Paredi                              | Ivan Solodov                               |
| 21. Juni 2014                              | 12 km Freistil                             | Richard Tiraboschi                         | Sergey Korsakov                            | Samuel Norlen                              |
| 22. Juni 2014                              | Sprint Freistil                            | Viktor Karasev                             | Alessio Berlanda                           | Emanuele Becchis                           |

| 2. Weltcup in Sollefteå, 25.–27. Juli 2014 | 2. Weltcup in Sollefteå, 25.–27. Juli 2014 | 2. Weltcup in Sollefteå, 25.–27. Juli 2014 | 2. Weltcup in Sollefteå, 25.–27. Juli 2014 | 2. Weltcup in Sollefteå, 25.–27. Juli 2014 |
| ------------------------------------------ | ------------------------------------------ | ------------------------------------------ | ------------------------------------------ | ------------------------------------------ |
| Datum                                      | Disziplin                                  | Erster Platz                               | Zweiter Platz                              | Dritter Platz                              |
| 25. Juli 2014                              | Sprint Freistil                            | Emanuele Becchis                           | Igor Cuny                                  | Alessio Berlanda                           |
| 26. Juli 2014                              | 4,5 km klassisch Massenstart Berglauf      | Marcus Johansson                           | Anton Lindblad                             | Robin Norum                                |
| 27. Juli 2014                              | 20 km Freistil                             | Anton Lindblad                             | Jörgen Brink                               | Simone Paredi                              |

| 3. Weltcup in Val di Fiemme, 19. bis 21. September 2014 | 3. Weltcup in Val di Fiemme, 19. bis 21. September 2014 | 3. Weltcup in Val di Fiemme, 19. bis 21. September 2014 | 3. Weltcup in Val di Fiemme, 19. bis 21. September 2014 | 3. Weltcup in Val di Fiemme, 19. bis 21. September 2014 |
| ------------------------------------------------------- | ------------------------------------------------------- | ------------------------------------------------------- | ------------------------------------------------------- | ------------------------------------------------------- |
| Datum                                                   | Disziplin                                               | Erster Platz                                            | Zweiter Platz                                           | Dritter Platz                                           |
| 19. September 2014                                      | 10,4 km klassisch Berglauf                              | Mattia Pellegrin                                        | Marcus Johansson                                        | Anton Shatagin                                          |
| 20. September 2014                                      | Sprint Freistil                                         | Alessio Berlanda                                        | Emanuele Sbabo                                          | Ludvig Sögnen Jensen                                    |
| 21. September 2014                                      | Teamsprint Freistil                                     | SchwedenMarcus Johansson Victor Gustafsson              | RusslandDmitri Ploskonossow Alexander Filippow          | ItalienSimone Paredi Dietmar Nöckler                    |

### Junioren Resultate
| Datum              | Austragungsort | Disziplin                             | Sieger                                | Zweiter                                     | Dritter                             |
| ------------------ | -------------- | ------------------------------------- | ------------------------------------- | ------------------------------------------- | ----------------------------------- |
| 20. Juni 2014      | Oroslavje      | 6 km Freistil Massenstart Berglauf    | Andrey Nischakov                      | Alfred Buskqvist                            | Vadim Andreev                       |
| 21. Juni 2014      | Oroslavje      | 10 km Freistil                        | Andrey Nischakov                      | Vadim Andreev                               | Alfred Buskqvist                    |
| 22. Juni 2014      | Oroslavje      | Sprint Freistil                       | Vitaly Smirnov                        | Marco Longon                                | Andrey Nischakov                    |
| 25. Juli 2014      | Sollefteå      | Sprint Freistil                       | Vitaly Smirnov                        | Ilia Bezgin                                 | Marco Longon                        |
| 26. Juli 2014      | Sollefteå      | 4,5 km klassisch Massenstart Berglauf | Andrey Nischakov                      | Fredrik Andree                              | Max Novak                           |
| 27. Juli 2014      | Sollefteå      | 15 km Freistil                        | Andrey Nischakov                      | Vadim Andreev                               | Ilia Bezgin                         |
| 19. September 2014 | Val di Fiemme  | 10,4 km klassisch Berglauf            | Alfred Buskqvist                      | Marcus Fredriksson                          | Andrey Nischakov                    |
| 20. September 2014 | Val di Fiemme  | Sprint Freistil                       | Vitaly Smirnov                        | Ilia Bezgin                                 | Niki Hrovatin                       |
| 21. September 2014 | Val di Fiemme  | Teamsprint Freistil                   | RusslandAlexey Mitin Andrey Nischakov | SchwedenMarcus Fredriksson Alfred Buskqvist | ItalienJacopo Giardina Marco Longon |

### Gesamtwertung Männer
| Rang | Name               | Punkte |
| ---- | ------------------ | ------ |
| 001. | Marcus Johansson   | 522    |
| 02.  | Alessio Berlanda   | 370    |
| 03.  | Simone Paredi      | 349    |
| 04.  | Richard Tiraboschi | 313    |
| 05.  | Emanuele Becchis   | 308    |
| 06.  | Ivan Solodov       | 292    |
| 07.  | Sergey Korsakov    | 276    |
| 08.  | Robin Norum        | 245    |
| 09.  | Viktor Karasev     | 230    |
| 10.  | Victor Gustafsson  | 228    |
| 11.  | Romain Claudon     | 218    |
| 12.  | Sergio Bonaldi     | 211    |
| 13.  | Emanuele Sbabo     | 206    |
| 14.  | Clément Mailler    | 202    |
| 15.  | Mattia Pellegrin   | 200    |
| 16.  | Anton Lindblad     | 196    |

| Rang | Name                        | Punkte |
| ---- | --------------------------- | ------ |
| 17.  | Igor Cuny                   | 171    |
| 18.  | Samuel Norlen               | 167    |
| 19.  | Eugenio Bianchi             | 165    |
| 20.  | Ludvig Sögnen Jensen        | 165    |
| 21.  | Baptiste Noel               | 156    |
| 22.  | Anton Shatagin              | 134    |
| 23.  | Christian-Alexander Schmidt | 130    |
| 24.  | Jörgen Brink                | 116    |
| 25.  | Antonin Pellegrini          | 109    |
| 26.  | Ragnar Bragvin Andresen     | 100    |
| 27.  | Dmitri Ploskonossow         | 90     |
| 28.  | Dmitriy Voronin             | 90     |
| 29.  | Karl-Johan Westberg         | 76     |
| 30.  | Hermann Schindler           | 75     |
| 31.  | Dirk Mannewitz              | 66     |
| 32.  | Luca Orlandi                | 52     |

| Rang | Name                       | Punkte |
| ---- | -------------------------- | ------ |
| 33.  | Evgeniy Tsepkov            | 51     |
| 34.  | Anders Svanebo             | 50     |
| 35.  | Alexander Filippov         | 46     |
| 36.  | Dejan Mumovic              | 45     |
| 37.  | Roberto Ferracin           | 44     |
| 38.  | Enrico Nizzi               | 40     |
| 39.  | Tobias Westman             | 39     |
| 40.  | Emil Ekman                 | 36     |
| 41.  | Robin Bryntesson           | 36     |
| 42.  | Ales Gros                  | 27     |
| 43.  | Mariusz Dziadkowiec-Michon | 24     |
| 44.  | Toni Stanoeski             | 24     |
| 45.  | Nikola Andjelic            | 21     |
| 46.  | Vladlen Katrich            | 15     |

### Gesamtwertung Männer Junioren
| Endstand (Top 10) |                    |        |
| \| Rang \| Name \| Punkte \| \| ---- \| ------------------ \| ------ \| \| 001. \| Andrey Nischakov \| 725 \| \| 02. \| Alfred Buskqvist \| 606 \| \| 03. \| Vitaly Smirnov \| 450 \| \| 04. \| Ilia Bezgin \| 380 \| \| 05. \| Marco Longon \| 373 \| \| 06. \| Vadim Andreev \| 321 \| \| 07. \| Marcus Fredriksson \| 304 \| \| 08. \| Francesco Becchis \| 271 \| \| 09. \| Jacopo Giardina \| 246 \| \| 10. \| Fredrik Andree \| 175 \| |                    |        |
| Rang | Name               | Punkte |
| 001. | Andrey Nischakov   | 725    |
| 02. | Alfred Buskqvist   | 606    |
| 03. | Vitaly Smirnov     | 450    |
| 04. | Ilia Bezgin        | 380    |
| 05. | Marco Longon       | 373    |
| 06. | Vadim Andreev      | 321    |
| 07. | Marcus Fredriksson | 304    |
| 08. | Francesco Becchis  | 271    |
| 09. | Jacopo Giardina    | 246    |
| 10. | Fredrik Andree     | 175    |

## Frauen

### Resultate
| 1. Weltcup in Oroslavje, 20.–22. Juni 2014 | 1. Weltcup in Oroslavje, 20.–22. Juni 2014 | 1. Weltcup in Oroslavje, 20.–22. Juni 2014 | 1. Weltcup in Oroslavje, 20.–22. Juni 2014 | 1. Weltcup in Oroslavje, 20.–22. Juni 2014 |
| ------------------------------------------ | ------------------------------------------ | ------------------------------------------ | ------------------------------------------ | ------------------------------------------ |
| Datum                                      | Disziplin                                  | Erster Platz                               | Zweiter Platz                              | Dritter Platz                              |
| 20. Juni 2014                              | 6 km Freistil Massenstart Berglauf         | Ksenia Konohova                            | Anna Grushina                              | Nina Broznic                               |
| 21. Juni 2014                              | 10 km Freistil                             | Ksenia Konohova                            | Nina Broznic                               | Anna Grushina                              |
| 22. Juni 2014                              | Sprint Freistil                            | Anastasia Voronina                         | Elisa Fulcheri                             | Nina Broznic                               |

| 2. Weltcup in Sollefteå, 25.–27. Juli 2014 | 2. Weltcup in Sollefteå, 25.–27. Juli 2014 | 2. Weltcup in Sollefteå, 25.–27. Juli 2014 | 2. Weltcup in Sollefteå, 25.–27. Juli 2014 | 2. Weltcup in Sollefteå, 25.–27. Juli 2014 |
| ------------------------------------------ | ------------------------------------------ | ------------------------------------------ | ------------------------------------------ | ------------------------------------------ |
| Datum                                      | Disziplin                                  | Erster Platz                               | Zweiter Platz                              | Dritter Platz                              |
| 25. Juli 2014                              | Sprint Freistil                            | Ulyana Gavrilova                           | Anastasia Voronina                         | Linn Sömskar                               |
| 26. Juli 2014                              | 4,5 km klassisch Massenstart Berglauf      | Marika Sundin                              | Linn Sömskar                               | Britta Johansson Norgren                   |
| 27. Juli 2014                              | 15 km Freistil                             | Marika Sundin                              | Elin Mohlin                                | Ksenia Konohova                            |

| 3. Weltcup in Val di Fiemme, 19. bis 21. September 2014 | 3. Weltcup in Val di Fiemme, 19. bis 21. September 2014 | 3. Weltcup in Val di Fiemme, 19. bis 21. September 2014 | 3. Weltcup in Val di Fiemme, 19. bis 21. September 2014 | 3. Weltcup in Val di Fiemme, 19. bis 21. September 2014 |
| ------------------------------------------------------- | ------------------------------------------------------- | ------------------------------------------------------- | ------------------------------------------------------- | ------------------------------------------------------- |
| Datum                                                   | Disziplin                                               | Erster Platz                                            | Zweiter Platz                                           | Dritter Platz                                           |
| 19. September 2014                                      | 10,4 km klassisch Berglauf                              | Linn Sömskar                                            | Tatjana Jambajewa                                       | Elin Mohlin                                             |
| 20. September 2014                                      | Sprint Freistil                                         | Ulyana Gavrilova                                        | Maria Privezentseva                                     | Alena Procházková                                       |
| 21. September 2014                                      | Teamsprint Freistil                                     | ItalienGiulia Stürz Gaia Vuerich                        | RusslandAnna Grushina Ksenia Konohova                   | SchwedenLinn Sömskar Elin Mohlin                        |

### Junioren Resultate
| Datum              | Austragungsort | Disziplin                             | Sieger                                | Zweiter                        | Dritter                               |
| ------------------ | -------------- | ------------------------------------- | ------------------------------------- | ------------------------------ | ------------------------------------- |
| 20. Juni 2014      | Oroslavje      | 6 km Freistil Massenstart Berglauf    | Maria Kondratenko                     | Alena Lipatova                 | Tatiana Chvanova                      |
| 21. Juni 2014      | Oroslavje      | 8 km Freistil                         | Olga Letucheva                        | Maria Kondratenko              | Kira Claudi                           |
| 22. Juni 2014      | Oroslavje      | Sprint Freistil                       | Lisa Bolzan                           | Olga Letucheva                 | Kira Claudi                           |
| 25. Juli 2014      | Sollefteå      | Sprint Freistil                       | Lisa Bolzan                           | Olga Letucheva                 | Anna Bolzan                           |
| 26. Juli 2014      | Sollefteå      | 4,5 km klassisch Massenstart Berglauf | Ebba Andersson                        | Jonna Sundling                 | Anikken Gjerde Alnæs                  |
| 27. Juli 2014      | Sollefteå      | 10 km Freistil                        | Maria Kondratenko                     | Olga Letucheva                 | Alena Lipatova                        |
| 19. September 2014 | Val di Fiemme  | 10,4 km klassisch Berglauf            | Polina Soskova                        | Ilenia Defrancesco             | Caterina Ganz                         |
| 20. September 2014 | Val di Fiemme  | Sprint Freistil                       | Anna Bolzan                           | Kira Claudi                    | Olga Letucheva                        |
| 21. September 2014 | Val di Fiemme  | Teamsprint Freistil                   | DeutschlandAnna Rockstroh Kira Claudi | ItalienAnna Bolzan Lisa Bolzan | RusslandAlena Lipatova Olga Letucheva |

### Gesamtwertung Frauen
| Rang | Name                | Punkte |
| ---- | ------------------- | ------ |
| 001. | Ksenia Konohova     | 517    |
| 02.  | Linn Sömskar        | 470    |
| 03.  | Anna Grushina       | 429    |
| 04.  | Elin Mohlin         | 376    |
| 05.  | Ulyana Gavrilova    | 353    |
| 06.  | Nina Broznic        | 326    |
| 07.  | Maria Privezentseva | 317    |
| 08.  | Marika Sundin       | 250    |

| Rang | Name               | Punkte |
| ---- | ------------------ | ------ |
| 09.  | Erika Bettineschi  | 220    |
| 10.  | Tina Willert       | 220    |
| 11.  | Anastasia Voronina | 216    |
| 12.  | Alena Procházková  | 210    |
| 13.  | Elena Lukianova    | 181    |
| 14.  | Tatjana Jambajewa  | 160    |
| 15.  | Sara Nordstrand    | 117    |
| 16.  | Elisa Fulcheri     | 112    |

| Rang | Name                     | Punkte |
| ---- | ------------------------ | ------ |
| 17.  | Lucia Scardoni           | 100    |
| 18.  | Karolina Bicova          | 96     |
| 19.  | Terese Andersson         | 93     |
| 20.  | Giulia Stürz             | 72     |
| 21.  | Britta Johansson Norgren | 60     |
| 22.  | Sara Pellegrini          | 58     |
| 23.  | Ilaria Debertolis        | 52     |
| 24.  | Elena Ektova             | 48     |

### Gesamtwertung Frauen Junioren
| Endstand (Top 10) |                   |        |
| \| Rang \| Name \| Punkte \| \| ---- \| ----------------- \| ------ \| \| 001. \| Olga Letucheva \| 632 \| \| 02. \| Kira Claudi \| 471 \| \| 03. \| Alena Lipatova \| 466 \| \| 04. \| Lisa Bolzan \| 461 \| \| 05. \| Anna Bolzan \| 436 \| \| 06. \| Tatiana Chvanova \| 424 \| \| 07. \| Polina Soskova \| 377 \| \| 08. \| Maria Kondratenko \| 368 \| \| 09. \| Chiara Gelmi \| 166 \| \| 10. \| Anna Rockstroh \| 165 \| |                   |        |
| Rang | Name              | Punkte |
| 001. | Olga Letucheva    | 632    |
| 02. | Kira Claudi       | 471    |
| 03. | Alena Lipatova    | 466    |
| 04. | Lisa Bolzan       | 461    |
| 05. | Anna Bolzan       | 436    |
| 06. | Tatiana Chvanova  | 424    |
| 07. | Polina Soskova    | 377    |
| 08. | Maria Kondratenko | 368    |
| 09. | Chiara Gelmi      | 166    |
| 10. | Anna Rockstroh    | 165    |

## Nationenwertung
Die Nationen-Cup-Wertung setzt sich zusammen aus den Wertungen Männer, Damen, Männer Junioren und Damen Junioren.
| Endstand |                         |        |
| \| Rang \| Name \| Punkte \| \| ---- \| ----------------------- \| ------ \| \| 01. \| Russland \| 7880 \| \| 02. \| Italien \| 5898 \| \| 03. \| Schweden \| 4807 \| \| 04. \| Deutschland \| 1956 \| \| 05. \| Frankreich \| 986 \| \| 06. \| Kroatien \| 941 \| \| 07. \| Norwegen \| 557 \| \| 08. \| Slowenien \| 287 \| \| 09. \| Bosnien und Herzegowina \| 111 \| \| 10. \| Nordmazedonien \| 102 \| |                         |        |
| Rang | Name                    | Punkte |
| 01. | Russland                | 7880   |
| 02. | Italien                 | 5898   |
| 03. | Schweden                | 4807   |
| 04. | Deutschland             | 1956   |
| 05. | Frankreich              | 986    |
| 06. | Kroatien                | 941    |
| 07. | Norwegen                | 557    |
| 08. | Slowenien               | 287    |
| 09. | Bosnien und Herzegowina | 111    |
| 10. | Nordmazedonien          | 102    |